# Nebojša Jovanović
Nebojša Jovanović (Loznica, 1963.) srpski povjesničar i književnik. U Loznici je završio osnovnu i srednju školu, a u Beogradu je na Filozofskom fakultetu diplomirao je, magistrirao i doktorirao povijest na Odeljenju za istoriju. Godinu 2003. proveo je na usavršavanju u Institutu „Georg Ekert“ u Braunschweigu i istraživanju u arhivima u Beču i Temišvaru. Objavio je više stručnih članaka i prikaza u vezi s poviješću beogradskih i srijemskih Židova te nacionalnom poviješću 19. i 20 stoljeća.

## Djela

### Stručna djela
- Gde je bila Kinamova Tara (koautor Kosta Nikolić), „Aleteja“, br. 1, Filozofski fakultet, Beograd, 1988., str. 105-133;
- Pregled istorije beogradskih Jevreja do sticanja građanske ravnopravnosti (1888.), „Zbornik radova Jevrejskog istorijskog muzeja“, br. 6, Beograd, 1992., str. 115-165
- Loznički šanac i borbe na njemu u Prvom ustanku (1807-1813), „Spomenica zadužbinskog društva Prvi srpski ustanak“, Beograd, 1996., str. 99-117
- Leksikon ličnosti u udžbenicima istorije, Novi Sad, Platoneum, 2001/2004, str. 1-449.
- Jevrem Obrenović – skica jedne političke karijere, „Istorijski glasnik“ (L), Beograd, 2004., str. 99-133
- Aleksandar Karađorđević, knez Srbije (1842. – 1858.), skica za biografiju, „Danica za 2006. godinu“, Beograd, 2005., str. 94-111
- Knez Aleksandar Karađorđević (1806. – 1885.), Biografija, Beograd, 2010., str. 1-318
- Dvor kneza Aleksandra Karađorđevića (1842-1858), Beograd, Laguna, 2010, str. 1-424.
- Pohod 169. motorizovane brigade JNA u Hrvatskoj 1991. godine, Istorija 20. veka (2/2011), Institut za savremenu istoriju, Beograd, 2011, str. 111-119.
- Rektori beogradskog Liceja (1838-1863), Zbornik radova "Kazivanja o Srbima kroz vekove", Beograd, Draslar pres, 2015, str. 133-168.
- Enciklopedija Prvog svetskog rata (1914-1918), Novi Sad, Platoneum, 2014, str. 1-621.
- Prvi svjetski rat, dvostrani leksikon, hrvatski i srpski pogled, (urednik srpskog stupca, gl. urednik Josip Pavičić, urednik hrvatskog stupca Željko Holjevac), Naklada Pavičić, Zagreb, 2016., ISBN 978-953-7949-03-7
- Pogled istoričara: u potrazi za oblikom jednog vremena, O romanu "Vučji nakot" Janka Vujinovića, Zbornik radova "Unutrašnje putovanje Janka Vujinovića" (priredili: Marko Nedić, Milan Lukić), Beograd, Filip Višnjić, 2018, str. 141-152.
- Knez u senci istorije - Aleksandar Karađorđević, Beograd, Nedeljnik, 2018, str. 1-66.
- Portret jednog kralja - Milan Obrenović IV, Beograd, Hera Edu, 2019, str. 1-178.
- Dvor gospodara Jevrema Obrenovića (1816-1842), Beograd, Laguna, 2020, str. 1-228.

### Književnost
- Idemo na Zagreb (Beograd, 1998., 2003.), objavljen je u Zagrebu (Naklada Pavičić) u 11 izdanja (2001. – 2008.), preveden je i na francuski jezik: A nous Zagreb, Actes sud, Arlles, 2003.